# SV Grolse Boys
SV Grolse Boys was een amateurvoetbalvereniging uit Groenlo, gemeente Oost Gelre, Gelderland, Nederland.

## Geschiedenis
De club werd op 18 maart 1948 opgericht. De thuiswedstrijden worden op Het Wilgenpark gespeeld, waar de club de beschikking heeft over twee wedstrijdvelden. Het traditionele clubtenue bestaat uit een rood shirt, witte broek en blauwe sokken.
De voorloper van SV Grolse Boys was voetbalclub Koningin Wilhelmina die niet gelieerd was aan een geloof. Deze club veranderde haar naam in het seizoen 1923/24 in Grolsche Boys, maar dit werd na twee seizoenen weer teruggedraaid. Na de Tweede Wereldoorlog wilden de protestanten en anders denkenden in Groenlo een eigen voetbalclub. In Groenlo bestond SV Grol al. Ze richten P.S.V. Groenlo, waarbij de “P” voor protestants staat. Kort erna wordt de naam veranderd in P.S.V. Grolse Boys. In 1952 verdwijnt, op verzoek van de leden, de ”P” uit de naam en heet de club voortaan S.V. Grolse Boys.
In het seizoen 2018/19 speelde de zaterdagafdeling van Grolse Boys met die van Grol onder de naam SSA Grolse Boys/Grol. Hetzelfde jaar ging ook de gehele jeugdafdeling van Grolse Boys over naar Grol, dit betekende dat Grolse Boys zelf geen jeugdafdeling meer had. In het seizoen 2019/20 komt de club enkel uit met met twee seniorenteams, één 35+ en 45+ team op recreatief niveau.
Eind 2019 is besloten om te fuseren met de SV Grol en gaat verder als Grol. Op 30 juni 2020 werd de club opgeheven zodat de fusie met SV Grol per 1 juli 2020 gestalte kreeg. De fusieclub ging spelen als Grol.

## Standaardelftallen

### Zaterdag
In het seizoen 2013/14 speelde het standaardelftal voor het eerst in de Derde klasse. Het team wist zich dat seizoen niet te handhaven.
In het seizoen 2018/19 startte het team in de Vierde klasse van het KNVB-district Oost, waarin het als SSA Grolse Boys/Grol deelnam. In november werd dit team door het bestuur teruggetrokken.

#### Competitieresultaten 1993–2019
| 3 |

| 1 |

| 1 |

| 9 4E |

| 10 4E |

| 9 4E |

| 8 4C |

| 10 4B |

| 7 4E |

| 6 4E |

| 8 4E |

| 9 4E |

| 7 4E |

| 9 4F |

| 8 4E |

| 12 4E |

| 6 4F |

| 5 4F |

| 3 4D |

| 2 4E |

| 14 3D |

| 8 4B |

| 8 4E |

| 10 4D |

| 7 4E |

| xx 4E |

| Derde klasse | Vierde klasse | Tweede klasse GVB | Derde klasse GVB |

### Zondag
Het standaardelftal in het zondagvoetbal speelde laatstelijk in het seizoen 1999/00, waar het uitkwam in de Zesde klasse van het KNVB-district Oost.

#### Competitieresultaten 1948–2000
| 1 |

| 8 |

| 7 |

| 2 |

| 4 |

| 4 |

| 5 |

| 3 |

| 1 |

| 8 |

| 7 |

| 8 |

| 9 |

| 9 |

| 1 |

| 3 |

| 9 |

| 9 |

| 5 |

| 10 |

| 11 |

| 2 |

| 3 |

| 1 |

| 8 |

| 7 |

| 11 |

| 3 |

| 6 |

| 6 |

| 1 |

| 11 |

| 6 |

| 5 |

| 6 |

| 11 |

| 7 |

| 11 |

| 9 |

| 10 |

| 12 |

| 3 |

| 5 |

| 3 |

| 11 |

| 12 |

| 12 |

| 11 |

| 12 6E |

| 9 6E |

| 11 6E |

| 9 6E |

| Zesde klasse | Eerste klasse GVB | Tweede klasse GVB | Derde klasse GVB |

In elke staaf van de grafiek staat van boven naar beneden vermeld: 
- Eindnotering

Dit is de positie die de club heeft bereikt in de competitie, zonder eventuele beslissings-, play-off- of nacompetitiewedstrijden die nodig zijn geweest om bijvoorbeeld de kampioen van de competitie te bepalen.
Indien een * achter het getal staat is de notering een tussenstand en kan het zijn dat de notering niet overeenkomt met de uiteindelijke eindstand van de competitie.
Staat er een - dan is het seizoen nog bezig en is er geen definitieve uitslag bekend.
Staat er xx op de positie van de notering, dan heeft de club vroegtijdig de competitie verlaten. Dit kan onder andere komen door terugtrekking van het team, faillissement van de club of door een uitgedeelde straf van de KNVB. In veel gevallen staat elders in het artikel de reden vermeld.
Staat er een ? dan is het resultaat uit het verleden onbekend, en is alleen de competitie of het niveau bekend van dat seizoen.
In de seizoenen 2019/20 en 2020/21 werd wegens de coronacrisis het amateurvoetbal afgebroken. Daardoor kennen deze staven geen eindklassering (middels -- weergegeven).
- Competitieniveau en afdelingsletter of Officiële eindstand Eredivisie
  - Competitieniveau en afdelingsletter

Hierbij geeft het getal het niveau weer, dat ook terug te vinden is in de legenda. De letter is de afdelingsaanduiding en wordt gebruikt wanneer er meer afdelingen zijn op hetzelfde niveau. De afdelingsletter is altijd een hoofdletter en wordt meestal zonder nummer gebruikt.
Voorbeeld: 2F is niveau 2e klasse competitie F.
Het competitieniveau en nummer wordt niet vermeld wanneer er slechts één competitie van dit niveau was.
  - Officiële eindstand Eredivisie (getal staat tussen haakjes vermeld)

Sinds de introductie van play-offwedstrijden voor Europees voetbal na afloop van de reguliere competitie in 2005/06, is de KNVB verplicht een eindstand van de Eredivisie door te geven aan de UEFA aan de hand van deze play-offwedstrijden.
Bij deze eindstand staan clubs die zich hebben gekwalificeerd voor Europees voetbal hoger dan clubs die zich niet wisten te kwalificeren. Indien er geen verschil was tussen de eindnotering en de officiële eindstand, staat dit getal niet vermeld.

- Onderafdeling

Hier staat afgekort de naam van de onderafdeling indien de club in dat jaar in een onderafdeling uitkwam. Tevens staat deze afkorting in de legenda en wordt gelinkt naar het artikel over deze onderafdeling. Deze afkorting wordt alleen vermeld wanneer de club in het verleden in verschillende onderafdelingen heeft gespeeld. Deze vermelding is in de staaf altijd in kleine letters. Deze onderafdelingen zijn na het seizoen 1995/96 afgeschaft. Heeft de club in slechts één onderafdeling gespeeld, dan is dit alleen terug te vinden in de legenda.
Onder de staaf staat het jaartal vermeld waarin het seizoen is afgesloten. 15 verwijst naar het seizoen 2014/15 of eventueel het seizoen 1914/15.
Wanneer een staaf leeg is, zijn deze gegevens niet bekend. Het kan ook zijn dat de club dat seizoen niet heeft meegespeeld op het hogere amateurniveau, vroegtijdig de competitie heeft verlaten of uit de competitie is gezet.

In het seizoen 1944/45 was er wegens de Tweede Wereldoorlog geen regulier competitievoetbal.